# Lo-Fi-Fnk
Lo-Fi-Fnk – szwedzki electropop-band utworzony w 2001 roku, składający się z dwóch członków: Leonarda Drougge i Augusta Hellsing. Na początku działalności stworzyli dwa minialbumy We Is w 2002 roku i ..And the JFG? w 2005. 24 kwietnia 2006 roku opublikowali swój pierwszy studyjny album Boylife. Po nagraniu debiutanckiego albumu rozpoczęli  pierwszą trasę koncertową, w 2008 roku zaczęli pracę nad drugim albumem The Last Summer, który został wydany w sierpniu 2011 roku.

## Historia

### Początki
Lo-Fi-Fnk rozpoczęli swoją przygodę z muzyką elektroniczną w 2001 roku, po tym jak członkowie zespołu Leonard Drougge i August Hellsing wzięli udział w konkursie talentów w szkole średniej.

### Boylife
Debiutancki album Boylife został wydany 24 kwietnia 2006 roku w Skandynawii przez wytwórnie La Vida Locash. Europejska premiera przypadła na 28 sierpnia. Wytwórnia, która była odpowiedzialna za rynek Europejski to Moshi Moshi. Debiutancki album przyniósł sukces. Już w 2007 roku Lo-Fi-Fnk zagrali ponad 100 koncertów na terenie Europy i Ameryki Północnej. W tym samym roku jeden z  utworów bandu: ‘Change Channel’ został wykorzystany w grze Dance Dance Revolution Universe na konsole Xbox 360.

### Want U, Marchin' In, Sleepless
Lo-Fi-Fnk w 2008 roku uzupełnili swój pierwszy album singlem ‘Want U’ który został zestawiony na prestiżowej liście French Label Kitsuné ’s compilation ‘Kitsuné Maison Compilation 6’.
W lutym 2010 roku wydali ogólnodostępny utwór ‘Marchin’ In’, który otrzymał pozytywne recenzje w mediach muzycznych takich jak Pitchfork i NME. W sierpniu 2010 roku utwór ‘Sleepless’ został wydany przez wytwórnię Moshi Moshi, a następnie opisany w brytyjskiej gazecie The Guardian jako "...a gorgeous slice of piano-inflected dance pop" (pol. "...wspaniały fragment pianina w rytmach muzyki dance-pop")

### The Last Summer
W 2011 roku Lo-Fi-Fnk wydali swój drugi album The Last Summer, który został wyprodukowany przez wytwórnie Sony Music / Columbia Records. Album odniósł sukces w Europie, Ameryce Południowej i Północnej.

## Dyskografia

### Albumy
- Boylife (2006, La Vida Locash, Moshi Moshi Music, Cooperative Music)
- The Last Summer (2011, Sony Music / Columbia Records)

### Minialbumy
- We Is (2002, La Vida Locash)
- (...And the JFG?) (2005, La Vida Locash)

### Single
- "Change Channel" (Jan 2006 Moshi Moshi)
- "City" (June 2007 Moshi Moshi)
- "Sleepless" (September 2010 Moshi Moshi)
- "Boom" (June 2011 Sony Music / Columbia Records)
- "Kissing Taste" (February 2012 Sony Music / Columbia Records)
- "Shut The World Out" (June 2012 Sony Music / Columbia Records)

### Remixy
- Dibaba – "The Truth Blending Consortium"
- Karin Ström – "Psykos"
- Softlightes – "Girlkillsbear"
- Le Tigre – "After Dark"
- The Feeling – "Love It When You Call"
- The Alpine – "Trigger"
- Hot Club de Paris – "Your Face Looks All Wrong"
- The Russian Futurists – "Paul Simon"
- Fed MUSIC – "Yesterday Stories"
- Unklejam – "Stereo"
- Mika – "Big Girl (You Are Beautiful)"
- Shout Out Louds – "Impossible"
- GoodBooks – "Turn It Back"
- The Black Ghosts – "Face"
- Jeppe – "Lucky Boy"
- Casiokids – "Fot i Hose"
- Yelle – "Mon Pays"